# Floricina
La floricina és un 2'-glucòsid de floretina, és a dir, està formada per una molècula de glucosa unida a la floretina. Pertany al grup de dihidrocalcones, un tipus de flavonoides.

## Distribució
La floricina és un compost que apareix naturalment en algunes plantes. Es pot trobar en l'escorça de la perera (Pyror communis) la pomera, el cirerer i altres fruiters (Rosaceae) i és responsable del color dels pètals dels clavells Dianthus caryophyllus.
També es troba a les fulles seques de Lithocarpus litseifolius usades a la Xina per fer una infusió. També es troba a les fulles de la família Symplocaceae, com Symplocos vacciniifolia, Symplocos lancifolia i Symplocos spicata.

## Propietats
La floricina és un sòlid cristal·lí de color blanc a groc amb un punt de fusió de 106–109 °C. Té un sabor dolç i conté quatre molècules d'aigua al cristall. Per sobre de 200 °C, es descompon. És lleugerament soluble en èter i en aigua freda, però soluble en etanol i aigua calenta. Amb una exposició perllongada a solucions aquoses de floricina, experimenta hidròlisi donant floretina i glucosa.

## Farmacologia
La floricina és un inhibidor competitiu dels co-portadors de sodi/glucosa cel·lulars SGLT1 i SGLT2; Això redueix el transport de glucosa renal, disminuint la quantitat de glucosa a la sang. La floricultura s'ha estudiat per a la seva possible aplicació com a tractament farmacèutic per a la diabetis mellitus tipus 2, però des d'aleshores ha estat substituïda per altres analògics sintètics més selectius i prometedors, com ara la canagliflocina i la dapagliflocina. La floricina que es consumeix oralment es converteix gairebé completament en floretina per enzims hidrolítics de l'intestí prim. Per exemple, l'enzim lactasa catalitza la conversió de floricina a floretina i glucosa.

## Altres usos
La floricina es pot usar per a fer un colorant groc, molt soluble en aigua i estable, per l'acció de l'enzim polifenol oxidasa i oxigen. Aquest colorant anomenat POP (producte de l'oxidació de la floricina), podria ser utilitzat en confiteria, xarops i fins i tot en cosmètics que substitueixen la tartracina.